# Ligne de Dombóvár à Gyékényes
La Ligne de Dombóvár à Gyékényes ou ligne 41 est une ligne de chemin de fer de Hongrie. Elle relie Dombóvár à Gyékényes.